# Campeonato da Europa de Atletismo de 2022 - 3000 m com obstáculos masculino
A prova dos 3000 metros com obstáculos masculino do Campeonato da Europa de Atletismo de 2022 foi disputada entre os dias 16 a 19 de agosto de 2022, no Estádio Olímpico de Munique, em Munique na Alemanha.

## Recordes
Antes desta competição, os recordes mundiais e do campeonato nesta prova eram os seguintes:
|                       | Nome                        | Nacionalidade | Tempo     | Local     | Data                  |
| --------------------- | --------------------------- | ------------- | --------- | --------- | --------------------- |
| Recorde mundial       | Saif Saaeed Shaheen         | Catar         | 7m 53s 63 | Bruxelas  | 3 de setembro de 2004 |
| Recorde europeu       | Mahiedine Mekhissi-Benabbad | França        | 8m 00s 09 | Paris     | 6 de julho de 2013    |
| Recorde do campeonato | Mahiedine Mekhissi-Benabbad | França        | 8m 07s 87 | Barcelona | 1 de agosto de 2010   |

## Medalhistas
| Ouro                | Prata                  | Bronze               |
| Topi Raitanen (FIN) | Ahmed Abdelwahed (ITA) | Osama Zoghlami (ITA) |

## Cronograma
Todos os horários são locais (UTC+2).
| Data         | Hora  | Evento  |
| ------------ | ----- | ------- |
| 16 de agosto | 11:45 | Bateria |
| 19 de agosto | 21:00 | Final   |

## Resultados

### Bateria
Qualificação: 5 atletas de cada bateria (Q) mais os 5 melhores qualificados (q).
| Posição | Bateria | Atleta                  | Nacionalidade | Tempo   | Notas |
| ------- | ------- | ----------------------- | ------------- | ------- | ----- |
| 1       | 1       | Osama Zoghlami          | Itália        | 8:30.67 | Q     |
| 2       | 2       | Ahmed Abdelwahed        | Itália        | 8:30.92 | Q     |
| 3       | 2       | Jacob Boutera           | Noruega       | 8:31.03 | Q     |
| 4       | 1       | Karl Bebendorf          | Alemanha      | 8:31.67 | Q     |
| 5       | 2       | Phil Norman             | Reino Unido   | 8:32.00 | Q     |
| 6       | 1       | Tom Erling Kårbø        | Noruega       | 8:32.22 | Q     |
| 7       | 1       | Louis Gilavert          | França        | 8:32.26 | Q     |
| 8       | 2       | Daniel Arce             | Espanha       | 8:32.27 | Q     |
| 9       | 1       | Víctor Ruiz             | Espanha       | 8:32.48 | Q     |
| 10      | 1       | Ala Zoghlami            | Itália        | 8:32.82 | q     |
| 11      | 2       | Topi Raitanen           | Finlândia     | 8:33.51 | Q     |
| 12      | 2       | Niklas Buchholz         | Alemanha      | 8:33.89 | q     |
| 13      | 1       | Sebastián Martos        | Espanha       | 8:34.19 | q     |
| 14      | 1       | Emil Blomberg           | Suécia        | 8:35.22 | q     |
| 15      | 2       | Djilali Bedrani         | França        | 8:35.57 | q     |
| 16      | 2       | Etson Barros            | Portugal      | 8:38.04 |       |
| 17      | 2       | Tim Van de Velde        | Bélgica       | 8:38.23 |       |
| 18      | 1       | Vidar Johansson         | Suécia        | 8:38.42 |       |
| 19      | 1       | Jamaine Coleman         | Reino Unido   | 8:39.22 |       |
| 20      | 1       | István Palkovits        | Hungria       | 8:40.47 |       |
| 21      | 1       | Damián Vích             | Chéquia       | 8:41.43 |       |
| 22      | 2       | Mehdi Belhadj           | França        | 8:42.38 |       |
| 23      | 1       | Hillary Yego            | Turquia       | 8:43.76 |       |
| 24      | 2       | Zak Seddon              | Reino Unido   | 8:46.74 |       |
| 25      | 2       | Simon Sundström         | Suécia        | 8:50.30 |       |
| 26      | 1       | Michael Curti           | Suíça         | 8:56.46 |       |
| 27      | 1       | Simão Bastos            | Portugal      | 8:57.27 |       |
| 28      | 2       | Frederik Ruppert        | Alemanha      | 9:01.93 |       |
| 29      | 2       | Jakob Dybdal Abrahamsen | Dinamarca     | 9:05.26 |       |
| 30      | 2       | Fredrik Sandvik         | Noruega       | 9:05.47 |       |
| 31      | 2       | Rémi Schyns             | Bélgica       | 9:21.85 |       |
| 32      | 1       | Nahuel Carabaña         | Andorra       | 9:37.74 |       |
| 33      | 1       | Axel Vang Christensen   | Dinamarca     | DNF     | DNF   |
| 33      | 2       | Miguel Borges           | Portugal      | DNF     | DNF   |

### Final
A final ocorreu no dia 19 de agosto às 21:00.
| Posição           | Atleta           | Nacionalidade | Tempo   | Notas |
| ----------------- | ---------------- | ------------- | ------- | ----- |
| Medalha de ouro   | Topi Raitanen    | Finlândia     | 8:21.80 |       |
| Medalha de prata  | Ahmed Abdelwahed | Itália        | 8:22.35 |       |
| Medalha de bronze | Osama Zoghlami   | Itália        | 8:23.44 |       |
| 4                 | Daniel Arce      | Espanha       | 8:25.00 |       |
| 5                 | Karl Bebendorf   | Alemanha      | 8:26.49 |       |
| 6                 | Sebastián Martos | Espanha       | 8:26.68 |       |
| 7                 | Ala Zoghlami     | Itália        | 8:27.82 |       |
| 8                 | Djilali Bedrani  | França        | 8:28.52 |       |
| 9                 | Phil Norman      | Reino Unido   | 8:33.05 |       |
| 10                | Emil Blomberg    | Suécia        | 8:33.09 |       |
| 11                | Jacob Boutera    | Noruega       | 8:33.38 |       |
| 12                | Tom Erling Kårbø | Noruega       | 8:33.57 |       |
| 13                | Víctor Ruiz      | Espanha       | 8:37.24 |       |
| 14                | Niklas Buchholz  | Alemanha      | 8:37.51 |       |
| 15                | Louis Gilavert   | França        | 8:39.62 |       |

Legenda
| Recorde mundial       | Recorde mundial (World record)               |                       | Recorde africano                      | Recorde africano (African) |                                           | Q | Classificado por posição (Qualified) |
| Recorde do campeonato | Recorde do campeonato (Championship record)  | Recorde da América    | Recorde da América (Americas)         | q                          | Classificado por melhor tempo (Qualified) |   |                                      |
| Melhor marca do ano   | Melhor marca do ano (World leading)          | Recorde asiático      | Recorde asiático (Asian)              | DNS                        | Não largou (Did not start)                |   |                                      |
| Recorde nacional      | Recorde nacional (National record)           | Recorde europeu       | Recorde europeu (European)            | DNF                        | Não terminou (Did not finish)             |   |                                      |
| Recorde pessoal       | Recorde pessoal do atleta (Personal best)    | Recorde da Oceania    | Recorde da Oceania (Oceania)          | DSQ / DQ                   | Desclassificado (Disqualified)            |   |                                      |
| Recorde da temporada  | Recorde da temporada do atleta (Season best) | Recorde sul-americano | Recorde sul-americano (South America) | NM                         | Sem marca (No mark)                       |   |                                      |